# Op Mieke's Hof
Op Mieke's Hof is een villa en rijksmonument aan de Prins Bernhardlaan 43 in Soest.
De met riet gedekte villa werd in 1920 ontworpen door oud-reserve kapitein der Genie, W.H.C. Doorman. 
Er zitten meerdere uitbouwen aan de villa. Het pand werd in 1999 uitgebreid met een praktijkruimte. Het werd een gemeentelijk monument doordat het als een van de eerste gebouwen uit die tijd gebouwd werd van gewapend beton.